# Краснов Капітон Євлампійович
Капітон Євлампійович Краснов (31 липня 1902, місто Іваново-Вознесенськ, тепер Іваново, Російська Федерація — 1961, місто Іваново, тепер Російська Федерація) — радянський діяч органів державної безпеки.

## Біографія
Народився в родині робітника, вихідця із бідних селян. У 1914 році закінчив Пушкінське початкове училище в місті Іваново-Вознесенську, з 1914 до 1917 року навчався в Івановському вищому початковому училищі. У 1918 році вступив до комсомолу.
У березні 1918 — березні 1919 року — завідувач шкільного відділу Івановського губернського комітету комсомолу (РКСМ), член Івановського губернського комітету РКСМ. У 1919 році закінчив школу 2-го ступеня в Іваново-Вознесенську.
У березні 1919 — березні 1920 року — боєць, інструктор відділу Особливого призначення РСЧА в Іваново-Вознесенську.
Член РКП(б) з листопада 1919 року.
У березні — травні 1920 року — політичний комісар батальйону 31-го запасного полку РСЧА в місті Рязані.
У травні — грудні 1920 року — начальник-політичний керівник (політрук) кінних розвідників 70-го стрілецького полку 8-ї стрілецької дивізії. Брав участь у боях з польськими військами та загонами Булак-Булаховича в Білорусі та із загонами Нестора Махна в Україні.
У січні — травні 1921 року — комісар вартового (караульного) батальйону РСЧА в місті Іваново-Вознесенську.
У травні 1921 — серпні 1922 року — курсант Московської кавалерійської школи.
З вересня 1922 року служив у військах ОДПУ-НКВС СРСР.
У вересні 1922 — січні 1923 року — інструктор кавалерії 87-го Окремого дивізіону ОДПУ в місті Запоріжжі.
У січні 1923 — березні 1924 року — інструктор кавалерії 97-го Окремого дивізіону ОДПУ в місті Полтаві.
У березні 1924 — вересні 1928 року — начальник кінних розвідників Кам'янець-Подільського прикордонного загону ОДПУ; помічник коменданта, комендант дільниці Кам'янець-Подільського прикордонного загону ОДПУ.
У вересні 1928 — вересні 1929 року — слухач курсів удосконалення начальницького складу Вищої прикордонної школи ОДПУ в Москві.
У вересні 1929 — вересні 1931 року — інспектор Управління прикордонної охорони та військ ДПУ Української СРР.
У вересні 1931 — 20 червня 1933 року — секретар управління Головного управління прикордонної охорони та військ ОДПУ СРСР.
У травні 1933 — травні 1936 року — слухач Військовій академії РСЧА імені Фрунзе.
У червні 1936 — березні 1937 року — старший інспектор 1-го відділення 1-го відділу Головного управління прикордонної та внутрішньої охорони (ГУПВО) НКВС СРСР; старший інспектор оперативного відділу ГУПВО НКВС СРСР; старший інспектор особливої групи оперативного відділу ГУПВО НКВС СРСР.
У березні 1937 — березні 1938 року — старший помічник начальника 1-го відділення оперативного відділу Головного управління прикордонної та внутрішньої охорони НКВС СРСР.
У березні 1938 — лютому 1939 року — начальник 33-го Ладозького морського прикордонного загону НКВС у Шліссельбурзі Ленінградській області.
У лютому — 6 листопада 1939 року — начальник 3-го відділу Управління державної безпеки УНКВС Ленінградської області.
З вересня 1939 року очолював оперативну групу НКВС СРСР у місті Львові.
6 листопада 1939 — 26 лютого 1940 року — начальник УНКВС Львівської області.
З 26 лютого до 27 вересня 1940 року перебував у розпорядженні відділу кадрів НКВС СРСР.
27 вересня 1940 — 27 березня 1941 року — заступник начальника управління Лузького виправно-трудового табору та будівництва № 200 УНКВС Ленінградської області.
27 березня — 23 серпня 1941 року — заступник начальника управління виправно-трудового табору та будівництва Мстинських гідроелектростанцій УНКВС Ленінградської області. 
23 серпня 1941 — 3 травня 1942 року — заступник начальника Західного управління Головоборонбуду НКВС СРСР на Західному та Північно-Західному фронтах.
У травні 1942 — 27 серпня 1945 року — начальник економічного відділу; начальник, заступник начальника відділу боротьби з бандитизмом УНКВС Івановської області.
27 серпня 1945 — 3 червня 1947 року — заступник начальника УНКВС (МВС) Івановської області.
З червня 1947 року звільнений у запас через хворобу. З липня 1947 року — на пенсії в місті Іваново.
Помер 1961 року. Похований на цвинтарі Балине в місті Іваново.

## Звання
- капітан (1936)
- майор (14.07.1936)
- капітан державної безпеки (21.04.1939)
- підполковник державної безпеки (11.02.1943)
- полковник державної безпеки (27.12.1943)

## Нагороди
- орден Леніна (21.02.1945)
- два ордени Червоного Прапора (8.03.1944, 15.01.1945)
- орден Вітчизняної війни ІІ ст. (21.06.1945)
- орден Червоної Зірки (31.05.1945)
- орден «Знак Пошани» (20.09.1943)
- медаль «XX років Робітничо-Селянській Червоній Армії» (22.02.1938)
- дві медалі